# Bosquerola emmascarada del Pacífic
La bosquerola emmascarada del Pacífic (Geothlypis auricularis) és un ocell de la família dels parúlids (Parulidae).

## Hàbitat i distribució
Habita zones humides i sabanes de la zona occidental d'Equador i de Perú.